# Gastromermis terminalistoma
Gastromermis terminalistoma  (лат.) — вид круглых червей из семейства Mermithidae (отряд Mermithida, Nematoda). Эндемик озера Байкал (Россия), где обнаружен на илистом песке на глубине от 16 до 108 м.
Круглые черви мелких размеров. Имеют 1 длинную спикулу (примерно в 4 раза длиннее тела), 8 продольных хорд и 6 головных папилл, вентрально сдвинутый рот, с небольшим отверстием. Снаружи покрыты тонкой кутикулой без перекрестной волокнистости. Предположительно паразиты водных личинок комаров-звонцов (Chironomidae).Вид был впервые описан в 1976 году советским зоологом Иваном Антоновичем Рубцовым и включён в ранее выделенный отдельный род Gastromermis Micoletzky, 1923 из семейства Mermithidae.